# Barrage de Bogoutchany
Le barrage de Bogoutchany (en russe : Богучанская ГЭС, Bogoutchanskaïa GES) est un barrage hydroélectrique construit sur l'Angara près de la ville de Kodinsk, dans le Kraï de Krasnoïarsk en Russie. Avec une puissance installée de 2 997 MW, il est le cinquième barrage le plus important de Russie,.  
Il a été construit par JSC Boguchanskaya GES, un consortium formé de RusHydro et Rusal, qui est aujourd'hui le propriétaire et l'opérateur du barrage.  

## Chronologie
Le principal objectif de la construction du barrage de Bogoutchany fut d'alimenter en électricité la fonderie d'aluminium de Bogouchany, achevée en 2013,. Il devrait par ailleurs pallier les pénuries d'électricité en Sibérie centrale.  
Un premier projet a été proposé en 1947. Les travaux préparatoires ont été lancés en 1974. La construction du barrage en elle-même a débuté en 1980, et aurait dû s'étaler sur 12 ans. Les travaux ont cependant été largement retardés puis interrompus en 1994, après la chute de l'URSS, faute de moyens,.  
La construction du barrage n'a repris qu'en 2007 pour s'achever 5 ans plus tard, avec l'inauguration de l'ouvrage en octobre 2012. Les 9 turbines ont été installées progressivement entre novembre 2012 et décembre 2014. La mise en service de la neuvième et dernière turbine s'est effectuée le 22 décembre 2014, marquant la livraison complète de l'ouvrage,.  
Le lac de retenue formé par le barrage s'est rempli entre 2012 et 2015,. 

## Description
Le barrage de Bogoutchany est un barrage-poids haut de 79 m et long de 2 587 m, dont un segment en béton armé de 774 m accueillant la centrale électrique, et un segment de 1 813 m en enrochement,.
Il est associé à une centrale hydroélectrique d'une puissance installée de 2 997 MW, comportant 9 turbines Francis à axe vertical de 333 MW chacune. Sa production électrique moyenne est estimée à 17,6 TWh/an (16,1 TWh en 2019 d'après les données de RusHydro).
Le barrage de Bogoutchany a donné naissance à un immense réservoir de 2 326 km2 pour un volume de 58,1 km3, le plaçant parmi les 16 lacs artificiels les plus volumineux du monde. Il est toutefois à noter que le barrage de Bratsk voisin surpasse celui de Bogoutchany sous tous les angles (puissance installée, dimensions du barrage, dimensions du réservoir).
Les employés sont logés dans la ville de Kodinsk.